# Andréi Tiumentsev
Andréi Alekséyevich Tiumentsev (en alfabeto ruso: Андрей Алексеевич Тюменцев), más conocido como Andréi Tiumentsev, (Vladivostok, 6 de mayo de 1963) fue un jugador de balonmano ruso que jugó en la Selección de balonmano de la Unión Soviética. Jugaba de lateral y su último club fue el Club Balonmano Málaga. Su hijo Alexander Tioumentsev es también jugador de balonmano.
Con la Selección de balonmano de la Unión Soviética ganó la medalla de oro en los Juegos Olímpicos de Seúl de 1988 y la medalla de plata en el Campeonato Mundial de Balonmano Masculino de 1990. 
Después de retirarse ejerció como entrenador en La Salle Moncada y en el Zarya Kaspiya, antiguo Dinamo Astrakhan.

## Clubes
- Dinamo Astrajan (1979-1991)
- BM Granollers (1991-1992)
- Trapagaran Eskubaloia (1992-1993)
- BM Málaga (1993-1994)

## Palmarés

### Selección nacional
| Juegos Olímpicos   | Juegos Olímpicos | Juegos Olímpicos | Juegos Olímpicos |
| Año                | Lugar            | Medalla          |                  |
| ------------------ | ---------------- | ---------------- | ---------------- |
| 1988               | Seúl             | Medalla de oro   |                  |
| Campeonato Mundial |                  |                  |                  |
| Año                | Lugar            | Medalla          |                  |
| 1990               | Checoslovaquia   | Medalla de plata |                  |

### Dinamo Astrajan
- Liga de balonmano de la Unión Soviética (1): (1990)